# متلازمة انعدام الحدقة وصغر المقلة والساد
متلازمة انعدام البؤبؤة، صغر حجم مقلة العين والساد  Acorea, microphthalmia and cataract syndrome هي حالة وراثية نادرة.

## الأعراض
تتواجد هذه المتلازمة في كلتا العينين، وقد يصاحب هذه المتلازمة اعتلال القرنية والقزحية الخلقوي و مرض صغر القرنية. تكون الشبكية والقرص البصري في هذه المتلازمة سليمتان.

## الوراثة
السبب وراء هذه الحالة غير معروف حتى الآن، وقد يكون أنها تنتقل وراثيًا بطريقة جسمية سائدة.

## التشخيص والعلاج
تكون الرؤية ضعيفة منذ الولادة. يمكن تحسين الحالة بإزالة الساد وإعادة بناء الحدقة جراحيًا. يمكن وصف النظارات للمحافظة على حدة الإبصار.  يتطلب الأمر مراقبة مدى الحياة للكشف عن بداية الجلوكوما والتي يجب علاجها لمنع العمى.